# ارتجاع حنجري
 مرض الارتجاع الحنجري البلعومي (بالإنجليزية: Laryngopharyngeal reflux)‏، ويسمى أحيانا الارتجاع الصامت. هو التدفق الرجعي لمحتويات المعدة إلى الحنجرة والبلعوم الفموي و/أو البلعوم الأنفي. يسبب الارتجاع الحنجري أعراضا تنفسية مثل السعال والأزيز وغالبا ما يرتبط بشكاوى الرأس والرقبة مثل بحة الصوت، اللقمة الهستيرية، وعسر البلع. قد يلعب الارتجاع الحنجري دورا في أمراض أخرى، مثل التهاب الجيوب الأنفية، التهاب الأذن الوسطى، والتهاب الأنف، ويمكن أن يكون اعتلالا مشتركا للربو. في حين أن الارتجاع الحنجري البلعومي يستخدم عادة بالتبادل مع مرض الارتجاع المعدي المريئي، فإنه يقدم فيزيولوجيا مرضية مختلفة.
يعتقد إن الارتجاع الحنجري يؤثر على ما يقرب من 10٪ من سكان الولايات المتحدة. ومع ذلك، يحدث الارتجاع الحنجري في ما يصل إلى 50٪ من الأفراد الذين يعانون من اضطرابات الصوت.

## الخلفيّة
مرض الارتجاع المريئي المِعَدى تم الاعتراف به إكلينيكيّاً في منتصف الثلاثينيات من القرن العشرون، وهو الآن المرض الأكثر شيوعا بين امراض الجهاز الهضمي المعوى. في نفس الوقت تقريبا، في عام 1934، اقترح براي (Bray) وجود صلة بين أعراض امراض الأمعاء وامراض مجرى الهواء. تقرح الحنجرة والأورام الحُبَيبِيّة بسبب الحموضة كان قد أعلن عنها من قبل شيري (Chery) في عام  1968. واقترحت دراسات لاحقة ان ارتجاع الحمض قد يكون عاملا مساهما في امراض الحنجرة والجهاز التنفسي الأخرى.
في عام 1979، بيليجريني (Pellegrini) وديميستر (DeMeester) كانا أولا من وثقا الصلة بين أعراض مجرى الهواء تلك وارتداد محتويات المعدة. وقد أثبتا أيضا أن علاج مرض الارتجاع ينتج عنه القضاء على أعراض مجرى الهواء تلك.

## العلامات والأعراض
تنتج الأعراض خارج المريء عن تعرض الجهاز الهضمي الهوائي العلوي لمحتويات المعدة. هذا يسبب مجموعة متنوعة من الأعراض، بما في ذلك بحة، تنقيط أنفي خلفي، التهاب الحلق، صعوبة في البلع، عسر الهضم، الأزيز، اللقمة الهستيرية، وتطهير الحلق المزمن. يعاني بعض الأشخاص الذين يعانون من حرقة الارتجاع الحنجري، في حين أن البعض الآخر لا يعانون من حرقة الفؤاد لأن محتويات المعدة المرتجعة لا تبقى في المريء لفترة كافية لتهيج الأنسجة المحيطة. قد يعاني الأفراد الذين يعانون من أشكال أكثر حدة من الارتجاع الحنجري من تآكل مينا الأسنان بسبب الوجود المتقطع لمحتويات المعدة في تجويف الفم.
بالإضافة إلى ذلك، يمكن أن يسبب الارتجاع الحنجري التهابا في الجهاز الصوتي مما يؤدي إلى أعراض تغيرات الصوت أو بحة الصوت. تعتبر بحة الصوت واحدة من الأعراض الرئيسية للارتجاع الحنجري وترتبط بشكاوى مثل الإجهاد، التعب الصوتي، التوتر العضلي العظمي، الهجمات الجلوتية الصلبة، وكلها يمكن أن تقلل من قدرة الشخص على التواصل بفعالية.

## التشخيص
بما أن هناك أسباب مرضية متعددة للأعراض التنفسية والحنجرية، فإنه لا يمكن اعتبار مرض الارتجاع الحنجرى هو السبب، بناء على الأعراض وحدها. نتائج تَنْظيرِ الحَنْجَرَة (عن طريق استخدام المنظار) مثل وجود المرض الجلدى المسمى بالحمامى (erythema)، والاستسقاء (edema)، والأورام الحبيبية بالحنجرة (laryngeal granulomas)، وتضخم الحنجرة (interarytenoid hypertrophy)، استخدمت في التشخيص، ولكن هذه النتائج، أولاً، فهي غير محددة جدا، وثانياً، فإنها وُصفت في معظم حالات منظار الحنجرة التي ليس لها أعراض ظاهرة. مدى الاستجابة لعلاج كبت الحمض (acid-suppression therapy) قد تم اقتراحه كأداة تشخيصية لتأكيد وجود مرض الارتجاع الحنجرى، ولكن الدراسات أظهرت أن الاستجابة للعلاجات التجريبية لكبت الحمض (مثل مثبطات مضخة البروتون) في هؤلاء المرضى غالبا ما تكون مخيبة للآمال.
قياس التعرض للحمض البلعومى هو أفضل أسلوب لتشخيص مرض الارتجاع المريئي المِعَدى كسبب للاعراض التنفسية والحنجرية. استخدام جهاز استشعار الرقم الهيدروجيني، والذي يستخدم في رصد الرقم الهيدروجيني للمرئ من أجل قياس درجة حموضة أو قلوية البلعوم، له قيمة محدودة. وذلك لأن أجهزة الاستشعار التقليدية تصبح جافة عند تعرضها للهواء وتصبح مغطاه بالمخاط. بعض المحققين يعملون على اختراع جهاز استشعار جديد للرقم الهيدروجيني له القدرة على العمل في بيئة البلعوم. النتائج الأولية واعدة، ولكن الاستخدام الإكلينيكي لهذا الأسلوب على نطاق واسع يتطلب مزيدا من التحقيق.

## المُعالَجَة
المرضى الذين يعانون من مرض الارتجاع الحنجرى لا يزالون مجموعة فرعية يصعب التعامل معها من مجموع مرضى الارتجاع المريئي المِعَدى. وقد أكدت دراسات عديدة على أهمية قياس التعرض للحمض بالقرب من المريئ، أو من الأفضل البلعوم، في المرضى الذين يعانون من أعراض مرض الارتجاع الحنجرى، لتأكيد أن الارتجاع هو سبب الأعراض. وبمجرد تحديد هؤلاء المرضى، فإنه ينبغى أن نعرض عليهم العلاج عن طريق عملية تثنية المعدَى بطريقة نيسن الجراحية (Nissen fundoplication) في مرحلة مبكرة من المرض، وذلك لأن العلاج العقارى في كثير من الأحيان لا يقدم أي فائدة، والتأخر في إحالة المرضى للعلاج الجراحي يرتبط مع نتائج سيئة.[بحاجة لمصدر] بالإضافة إلى ما ذكر يستوجب إعطاء المريض علاج دوائي هو عبارة عن قاعدة مثل (هايدروكسيد المغنسيوم) المسمى تجاريا (مالوس) والذي يعادل الحموضة في المرئ وبذلك يحدث توازن في الph ويعطى حقنة في العضلة (cimtidane) والمسمى تجاريا (تكميت).